# شقران أحمر الساق
بوشيني أحمر الساق (الاسم العلمي: Puccinia erythropus) هو نوع من الفطريات يتبع جنس البوشيني من فصيلة البوشينية.